# Лімена-Кале
Лімена-Кале (крим. Limena Qale; також Лімена-Ісар, крим. Limena İsar) — руїни середньовічного укріплення (притулку) XIII—XV століття на Південному березі Криму, на вершині гори Кош-Кая, на захід від Сімеїза. Рішеннями Кримського облвиконкому № 595 від 5 вересня 1969 року та № 16 від 15 січня 1980 року руїни фортеці оголошені історичною пам'яткою регіонального значення.

## Опис
Укріплення розташоване на верхній частині гори, з трьох боків обривається скелями. Прохід на нього можливий тільки з півночі. Майданчик, на якому розташований замок, зі сходу і заходу обмежений скельними пасмами. Загальна площа 1,2 гектара, але тільки 0,6 гектара придатні для забудови. Оборонний мур (завширшки 2,2-2,3 м, збереглися на висоту до 3,5 м) має довжину близько 90 м і проходить у напрямку південний захід — північний схід. Також невеликими стінами були закладені можливі для доступу розколини в скелях. Усі споруди виконані з буту на вапняному розчині. Вхід в укріплення — ворота завширшки 2,3 м, знаходився на північно-східному фланзі. Передбачається, що була надбрамна вежа, на південний захід від неї, за 21 і 43 метри — залишки ще двох веж, що виступають на 2,6 м за лінію стін.
Усередині фортеця була досить щільно забудована в 4 ряди невеликими (розміром у середньому 4 на 5 м) однотипними прямокутними будинками на 1-2 кімнати. Судячи з наявних даних, вони були складені без застосування в'яжучого розчину, з передбачуваною висотою будівель 2-2,5 м. За матеріалами археологічних розкопок і відсутності у фортеці та поруч із нею джерел води історики зробили висновок про небагатий побут мешканців укріплення. Ісар служив притулком для навколишнього населення Ліменської долини та Сімеїза лише в моменти військової небезпеки. Заснування цього, як і багатьох інших укріплень у XIII столітті, історики пов'язують із монгольськими вторгненнями до Криму (починаючи з 1223 року), сельджукською експансією та переходом гірського Криму до зони впливу Трапезундської імперії.

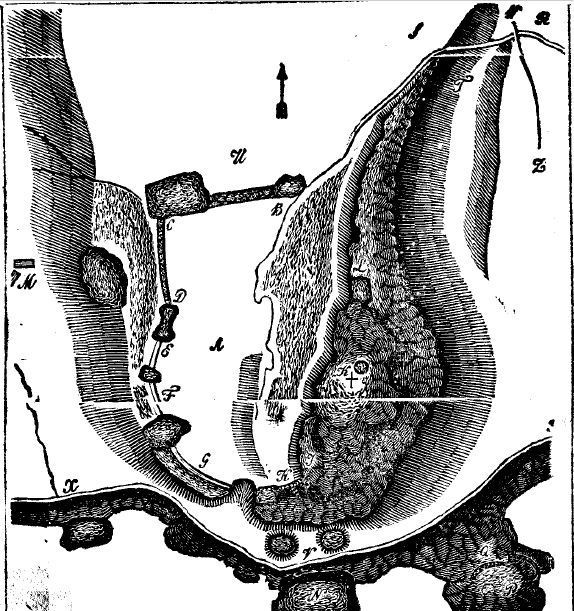
План фортеці Лімена-Кале з книги Петра Кеппена Про давнину південного берега Криму та гір Таврійських.

## Історія вивчення
Петро Кеппен, один із перших учених, що побував у фортеці, вважав Лімена-Кале замком з низки ранньосередньовічних укріплень. Художник Яків Маурер, який був при мандрівнику, склав окомірний план укріплення.. Кеппен наводить цікаве пояснення про фортецю місцевих жителів: що це зробили їхні предки Женеве (генуезці). Фредерік Дюбуа де Монпере, в принципі, повторив написане Кеппеном.
Микола Ернст у статті 1935 року назвав фортецю «греко-готською», побудованою на місці таврського укріплення, відзначав добре збережені стіни і залишки безлічі будівель. Володимир Дьяков у 1942 році висунув ідею Таврійського лімесу — системи укріплень, нібито створеної римлянами на межі нашої ери. Павло Шульц у статті 1957 року висловлював думку, що римська фортеця була побудована на «фундаменті» таврської. У результаті розкопок 1959 року, проведених Левом Фірсовим були встановлені тимчасові рамки існування поселення (XIII—XV століття), експедиція Олега Домбровського 1963 року в Лімена-Кале ці висновки підтвердила.
Існує версія, що в XV столітті прибережні замки, зокрема Лімена-Кале, використовувалися генуезцями як опорні пункти в протистоянні з князівством Феодоро.